# بين الأطلال (فلم)
بين الاطلال هو فيلم مصري من إنتاج عام 1959، عن قصة يوسف السباعي وإخراج عز الدين ذو الفقار. الفيلم من إنتاج عز الدين ذو الفقار وصلاح ذو الفقار ومن بطولة فاتن حمامة وعماد حمدي وصلاح ذو الفقار، الفيلم يُعد من أجمل الافلام الرومانسية التي قدمت في السينما المصرية وهو في قائمة أفضل مئة فيلم في تاريخ السينما المصرية.

## القصة
ويحكي الفيلم قصة الكاتب محمود الذي يحب منى بالرغم من انه متزوج ويكبرها بكثير، وتتوالى التحديات لهذا الحب الذي ليس له مكان في الأرض إلى أن تتزوج منى من شخص آخر، ويصاب محمود بشلل نتيجة حادث سير ويتوفى اثر ذلك وتعيش منى في بيت محمود لانها ساعدت زوجته في ولادتها لتعيش بين الأطلال! ولكن الأقدار تجعل ابنة محمود تقع في حب كمال ابن مني.

## طاقم التمثيل
- فاتن حمامة بدور (منى)
- عماد حمدي بدور (الكاتب محمود فهمي)
- صلاح ذو الفقار بدور (كمال)
- صفية ثروت بدور (منى محمود فهمي)
- فؤاد المهندس بدور (عبد المنعم)
- ثريا فخري بدور (الدادا)
- حسين رياض بدور (فهمي)
- سميحة أيوب بدور (أمينة)
- صلاح نظمي بدور (إبراهيم)
- عبد الرحيم الزرقاني بدور (سامح)
- بدر نوفل بدور (الحاج)
- حلمي حليم بدور (سماحة)
- خيرية أحمد بدور (دوللي)

## روابط خارجية
- مقالات تستعمل روابط فنية بلا صلة مع ويكي بيانات